# Gastrodia wuyishanensis
Gastrodia wuyishanensis là một loài thực vật có hoa trong họ Lan. Loài này được Da M.Li & C.D.Liu mô tả khoa học đầu tiên năm 2007.